# Éric Bellus
Pour les articles homonymes, voir Bellus.
Eric Bellus est un footballeur français né le 26 novembre 1960 à Millau.

## Biographie
Ailier gauche, il découvre la Division 1 avec l'AS Saint-Étienne l'année où Michel Platini arrive dans le Forez. En manque de temps de jeu, il quittera Saint-Étienne pour le FC Metz et ce, pour l'anecdote, en même temps que le meneur de jeu de l'Équipe de France. 
Mais après une saison pleine, il revient chez les Verts pour un bail de trois saisons. Ainsi, une descente en Division 2 et une remontée en Division 1 plus tard, il s'en va à Toulouse FC. À cette période, le TFC fait des ravages, en  terminant par exemple troisième du championnat et en éliminant aussi le Naples de Diego Maradona en Coupe de l'UEFA. 
Après deux saisons toulousaines, il jouera exclusivement en Division 2 à Nîmes, puis à Gueugnon. Avec les forgerons, il atteindra les 1/2 finales de la Coupe de France en 1991.
En 1994, il quitte le monde professionnel pour devenir entraîneur-joueur au Roanne Foot et ce pendant une seule saison, à l'issue de laquelle il terminera définitivement sa carrière footballistique.

## Palmarès
- Champion de France en 1981 avec l'AS Saint-Étienne
- Vice-Champion de France en 1982 avec l'AS Saint-Étienne
- Vice-Champion de France de Division 2 en 1986 avec l'AS Saint-Étienne

## Statistiques
- 130 matchs et 11 buts en Division 1
- 183 matchs et 32 buts en Division 2